# Teleogramma monogramma
Teleogramma monogramma és una espècie de peix de la família dels cíclids i de l'ordre dels perciformes. Pot assolir fins a 7,7 cm de longitud total. Va ser descrit pel zoòleg francès Jacques Pellegrin el 1927.
És una espècie de clima tropical. que es troba a la República Democràtica del Congo a Àfrica.